# Золота ера хіп-хопу
«Золота ера хіп-хопу» (або «золоте століття»; англ. Hip hop’s «golden age» або «golden era») — період у хіп-хопі кінця 80-х — початку 90-х років XX століття. Журналісти характеризують його як період різноманітної та якісної музики, який вплинув на розвиток культури в цілому. У творчості артистів простежуються теми афроцентризму, політичної активності, музика переважно створюється за допомогою семплювання вже існуючих записів, відрізняється якоюсь еклектичністю звучання. Найбільш асоційованими з цим виразом виконавцями є Public Enemy, Boogie Down Productions, Eric B. & Rakim, De La Soul, A Tribe Called Quest та Jungle Brothers. Релізи цих колективів співіснували і були більш комерційно вигіднішими ніж ранні виконавці гангста-репу (такі як N.W.A.), секс-репу (2 Live Crew), та «party-oriented» музики (Kid 'n Play та DJ Jazzy Jeff & The Fresh Prince).

## Стиль

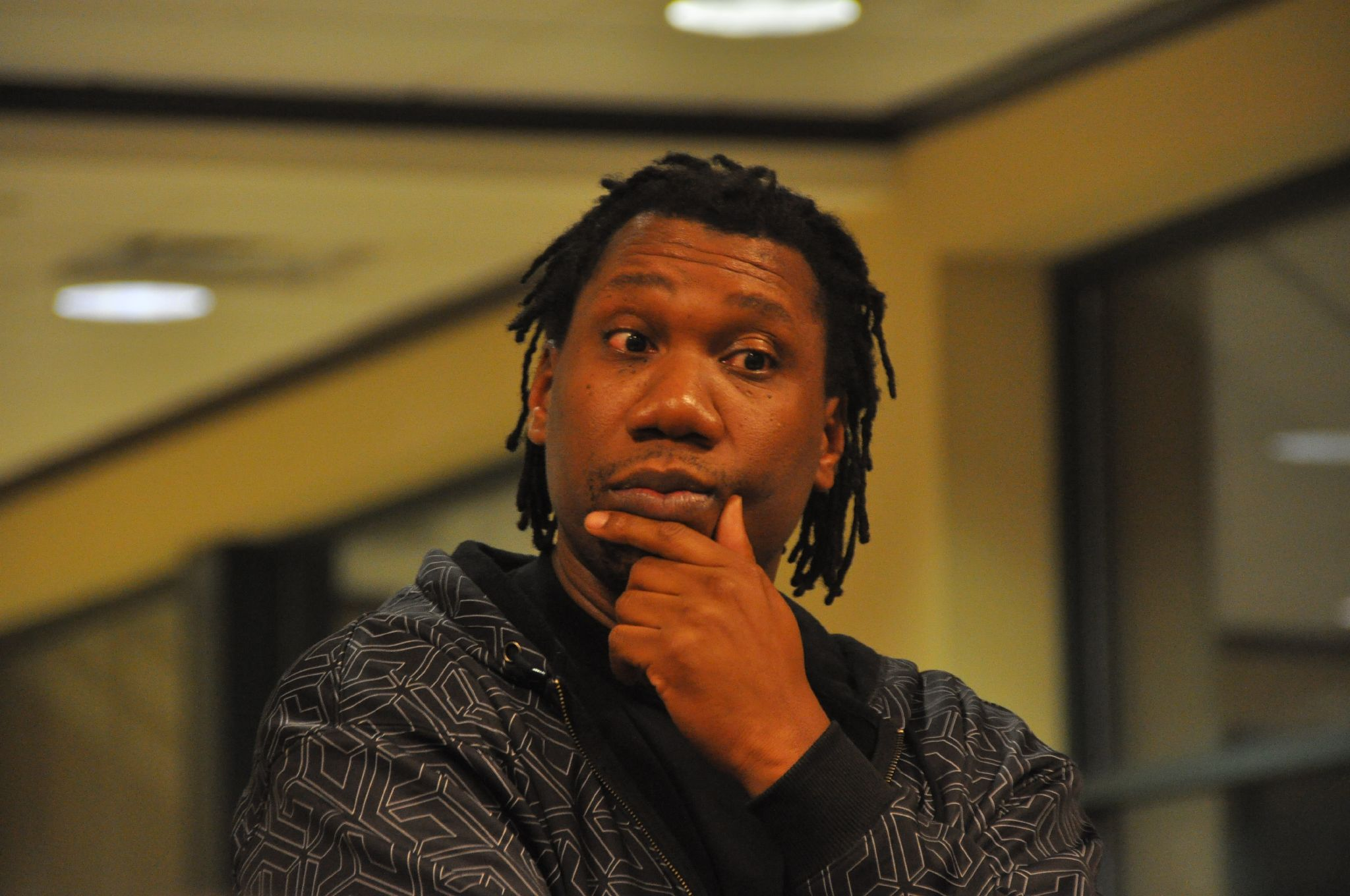
KRS-One - «філософ» хіп-хопу

Золоте століття відоме своїм нововведенням — це час, «коли здавалося, що кожен новий сингл заново винайшов жанр» згідно з журналом Rolling Stone. «Що стосується хіп-хопу в його золотому столітті», — говорить головний редактор журналу Spin Sia Michel, — «було дуже багато важливих, інноваційних альбомів, що виходять вчасно». Sway Calloway з MTV додає: «Особливість того великого періоду полягає в тому, що нічого не було винайдено. Все тільки вивчалося, і все було інноваційним та новим». Письменник William Jelani Cobb: «До ери, яку вони проголосили гідною звання „золотий“, привело величезну кількість стилістичних нововведень, що з'явилися… в ці золоті роки, критична маса цих мікрофонних чудес буквально створювала сама себе і одночасно з цим — свою художню форму».
Ця ера також забезпечила деякі з найвидатніших досягнень у техніці репу — Kool G Rap, у вступі до книги «How to Rap», заявляє щодо золотої доби: «Ця епоха виховала таких реперів як Big Daddy Kane, KRS-One, Rakim, Chuck D... <…> їх здібності та вміння читання репу – ці хлопці феноменальні!»
Багато видатних виконавців хіп-хопу перебували в найвищій точці свого творчого розвитку — Allmusic стверджує, що золота ера «свідчить про кращі записи від кількох найвидатніших реперів в історії жанру… Переважно базується в Нью-Йорку, золота ера характеризується  скелетними бітами  (англ. skeletal beats), вкраденими з хард-року та соул-композицій семплами, і жорстким дис-репом  (англ. tough dis raps)… Рифмоплети на кшталт Chuck D, Big Daddy Kane, KRS-One, Rakim і Public Enemy практично винайшли складну гру слів і ліричне кунг-фу подальшого хіп-хопу».
Досить частим був акцент на чорному націоналізмі — дослідник хіп-хопу Michael Eric Dyson стверджує, що «протягом золотої доби хіп-хопу, з 1987 до 1993, афроцентристський і чорно-націоналістичний реп був видатним». Критик Scott Thill зауважує: «золоте століття хіп-хопу, кінця 80-х і початку 90-х, коли форма найбільш уміло поєднувала войовничість їхніх попередників — Чорних Пантер та Watts Prophets з широко відкритим культурним експерименталізмом De La Soul та інших».
Стилістична різноманітність також була видатною — MSNBC пише про золоту епоху: «у реперів був індивідуальний звук, який був визначений їх місцем проживання та оточенням, а не маркетинговою стратегією». The Village Voice також відзначає «еклектизм» золотої доби.

## Період
Різні джерела вказують різні часові рамки золотої ери хіп-хопу. Rolling Stone посилається до «золотого віку репу '86-'99», MSNBC стверджує: «„Золоте століття“ музики хіп-хоп: 80-ті та 90-ті».
Деякі джерела називають пізні 1980-і та 1990-ті повністю. До них відносяться: The New York Times: «золоте століття хіп-хопу - пізні 1980-ті і 1990-ті»; Allmusic пише: «золота ера хіп-хопу обмежена комерційним проривом Run-D.M.C. в 1986 році з одного боку, і вибухом популярності ганста-репу, пов'язаним з альбомом Dr. Dre The Chronic в 1992 році, з іншого; у книзі Contemporary Youth Culture «ера золотої доби» приписується періоду 1987-1999, що настав після «ери Old School: з 1979 до 1987». Ед Саймонс, учасник гурту The Chemical Brothers каже, «золота ера хіп-хопу була на початку 1990-х, коли Jungle Brothers записали Straight Out the Jungle, а De La Soul випустили Three Feet High and Rising (хоча ці записи були зроблені у 1988 та 1989 роках відповідно).»
Музичний критик Тоні Грін, у книзі Classic Material посилається на дворічний період 1993—1994 як на «другий Золотий Вік», у якому представлені впливові та високоякісні альбоми, що використовують класичні елементи недалекого минулого — драм-машина E-mu SP-1200, скретчинг посилання на хіти хіп-хопу старої школи та «tongue-twisting triplet verbalisms» — поки що стає ясно, що були обрані нові напрямки. Грін включає в список релізів такого роду такі альбоми як Enter the Wu-Tang (36 Chambers) (Wu-Tang Clan), Illmatic (Nas), Buhloone Mindstate (De La Soul), Doggystyle (Snoop Dogg), Midnight Marauders (A Tribe Called Quest) і Southernplayalisticadillacmuzik (OutKast).

## Закінчення епохи
Закінчення «золотої доби» хіп-хопу традиційно відносять до 1993 року, коли Snoop Dogg випустив свій дебютний альбом, і почався комерційний зліт джі-фанка. Саме тоді хіп-хоп Західного узбережжя переживав розквіт свого розвитку; це викликало невдоволення реперів зі Сходу, проте переламати ситуацію їм вдалося пізніше, з виходом релізів Illmatic та Ready to Die.

## Вплив епохи
Під час «золотого віку» з'явилися наступні жанри
- хардкор-реп
- гангста-реп
- джі-фанк
- мафіозо-реп
- джаз-реп
- поп-реп
- реп-рок

## Найбільш відомі артисти
На думку ряду джерел, таких як Rolling Stone, The Village Voice, Pittsburgh Post-Gazette, Allmusic, The Age, MSNBC та письменника William Jelani Cobb, ключовими виконавцями золотої ери хіп-хопу є:
| - Тупак Шакур - 2 Live Crew - A Tribe Called Quest - Beastie Boys - Big Daddy Kane - Biz Markie - Black Sheep - Boogie Down Productions - Brand Nubian - Cypress Hill - Das EFX - De La Soul - The D.O.C. - The Pharcyde - Doug E. Fresh - Dr. Dre - DJ Jazzy Jeff & The Fresh Prince | - DJ Quik - Eazy-E - EPMD - Eric B. & Rakim - Fu Schnickens - Gang Starr - Geto Boys - Ice Cube - Ice-T - Jungle Brothers - Kool G Rap - Kool Moe Dee - KRS-One - LL Cool J - Lord Finesse - Main Source - Masta Ace | - MC Lyte - MC Shan - Naughty by Nature - N.W.A - Organized Konfusion - Pete Rock & CL Smooth - Public Enemy - Queen Latifah - Rakim - Run–D.M.C. - Salt-N-Pepa - Slick Rick - Snoop Doggy Dogg - The Fat Boys - Too Short - Ultramagnetic MCs |